# Позориште опере и балета Одесе
Позориште опере и балета Одесе (украјински: Одеський національний академічний театр опери та балету) је најстарије позориште у Одеси, у Украјини. Позориште и Потемкинове степенице су најпознатије грађевине у Одеси.
Прва опера отворена је 1810. године, а уништена је у пожару 1873. године. Нову зграду су изградили Фелнер &amp; Хелмер у необарокном (бечком барокном) стилу и отворена је 1887. Архитектура луксузне сале за публику је у касном француском рококо стилу. Јединствена акустика дворане дизајниране у облику потковице омогућава извођачима да пренесу чак и тихи тон гласа са бине у било који део сале. Најновија реновација позоришта завршена је 2007. године.

## Историја
Прво позориште у Одеси (названо Градско позориште) изграђено је на локацији садашњег Позоришта опере и балета Одесе и отворено је 10. фебруара 1810. Оригинални дизајн, који је направио италијански архитекта Франческо Фраполи, касније је модификовао француски архитекта Жан-Франсоа Томас де Томон који је такође дизајнирао Стару берзу у Санкт Петербургу. Главни улаз са својом колонадом гледао је на море. Није било фоајеа.
Године 1831, Михаил Воронцов, генерал-губернатор Руске империје, Новоросијски крај (тренутно део Украјине), одлучио је да позоришту додели старе уведене карантинске таксе. Историчар Чарлс Кинг објашњава да је један од медицинских инспектора у Одеси био и власник Одеског позоришта. Када је продаја карата била ниска, он би објавио откриће инфекције међу новопридошлим путницима и наредио да се о свом трошку ставе у карантин. Трошкови лазарета, где су путници боравили били су искоришћени за ангажовање главног извођача за позориште.
У ноћи 2. јануара 1873. године зграда је изгорела.
Одмах је почела кампања прикупљања средстава за ново позориште. Град је расписао међународни конкурс за најбољи позоришни дизајн. Пријављено је четрдесет решења, али ниједно није изабрано. Коначно, пројекат је израђен у складу са Дрезденском Земпер опером изграђеном 1878. године, са својим нетрадиционалним фоајеом који прати закривљеност аудиторијума.
Два бечка архитекта, Фердинанд Фелнер и Херман Хелмер, почели су да граде ново позориште 1883. Камен темељац положен је 16. септембра 1884. године. 1. октобра 1887. позориште је завршено, а изградња је коштала 1.300.000 рубаља. Добио је назив Градско позориште Одеса.
Позориште је било прва зграда у Одеси која је ангажовала компанију Едисон за електрично осветљење.
Да би позоришним покровитељима било удобно током лета, радници су спуштали вагоне леда и сламе низ шахт од 35 стопа, а затим би га носили кроз тунел у подрум испод сале, где се хладан ваздух дизао из отвора испод седишта.
Године 1925. зграда је поново горела у пожару. Ватрогасна екипа је локализовала пожар, али су бина и оркестарска јама уништени. Изгорела је и првобитна завеса позоришне сцене, која никада није обновљена.
У августу 1941. године, када је румунска војска била опасно близу Одесе, команда Одеског одбрамбеног подручја је именовала специјалну противваздушну јединицу, која је добила задатак да заштити зграду позоришта од бомбардовања. На крововима кућа поред позоришта постављене су пушке које су пуцале свих 73 дана одбране града. Током Другог светског рата, Никита Хрушчов, забринут за стање у граду, посетио је Одесу одмах након што је немачка војска протерана из града. Хрушчов је известио да је само један угао зграде оштећен од непријатељске гранате.
Позориште је преуређено 1960-их.
Позориште се налази на нестабилном терену и у опасности је од обрушавања. Прве пукотине у темељима појавиле су се скоро чим се позориште отворило. Источна половина позоришта спустила се скоро седам инча у прве три године, а шест зидова је почело да се нагиње. Глеб Дранов, бивши оперски певач који је певао у позоришту 25 година, а пет година радио као геолог, помагао је при попраци зграде.
Током руске инвазије на Украјину 2022. године, позориште је користило сличну одбрану, укључујући противавионске јединице и противтенковске јежеве за одбрану позоришта, као што је то коришћено током августа 1941.

## Изглед
Фасада зграде је уређена у италијанском барокном стилу. У нишама су бисте Михаила Глинке, Николаја Гогоља, Александра Грибоједова и Александра Пушкина. Велика сала направљена је по узору на стил Луја XVI, и богато је украшена позлаћеним штукатурама и дезенима. Архитекте су предворје обезбедиле са двадесет четири излаза, како би се избегла трагедија у случају пожара. Поред позоришта је травњак са цвећем и жбуњем.

## Наступи
Познати руски певач Фјодор Шаљапин одржао је много концерата у Одеској опери. Сопран Људмила Ширина била је водећа певачица од 1975. године, а касније и шефица компаније.